# جک پرل
جک پرل (انگلیسی: Jack Pearl؛ ‏ ۲۹ اکتبر ۱۸۹۴ – ۲۵ دسامبر ۱۹۸۲) بازیگر اهل ایالات متحده آمریکا بود. وی بین سال‌های ۱۹۳۲ تا ۱۹۵۲ میلادی فعالیت می‌کرد.
از فیلم‌هایی که وی در آن‌ها نقش داشته‌است، می‌توان به جشن هالیوود اشاره نمود.